# 五角場駅 (常州市)
五角場駅（ごかくじょうえき）は、中華人民共和国江蘇省常州市天寧区儲寧路と五角場東路の交差点に位置する常州地下鉄2号線の駅。

## 歴史
- 2021年6月28日：開業[1]。

## 駅構造
島式ホーム1面2線を有する地下駅。

### のりば
案内上ののりば番号は設定されていない。
| 路線    | 方向 | 行先         |
| ------- | ---- | ------------ |
| ■ 2号線 | 西行 | 青楓公園方面 |
| ■ 2号線 | 東行 | 五一路方面   |

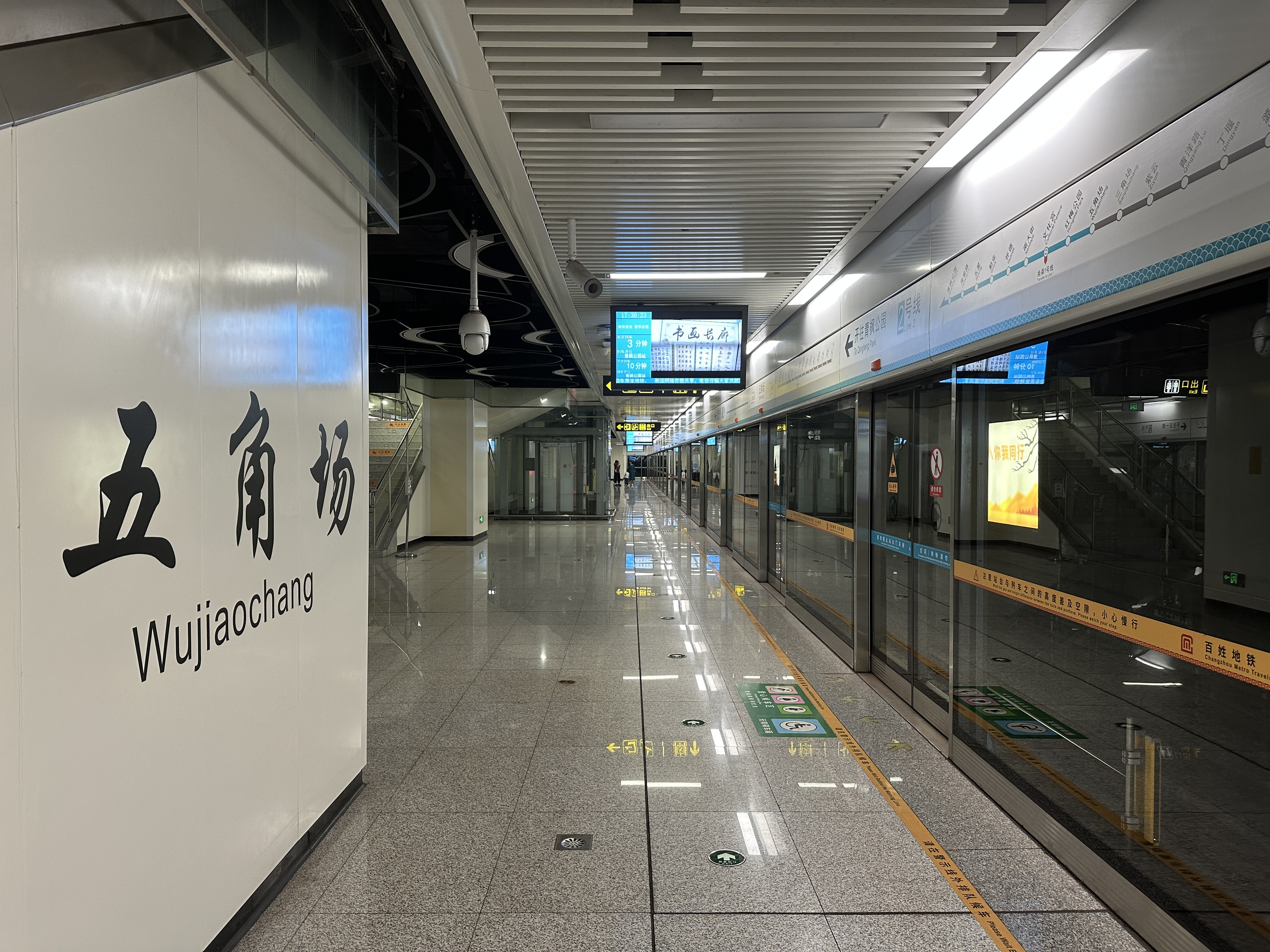
ホーム
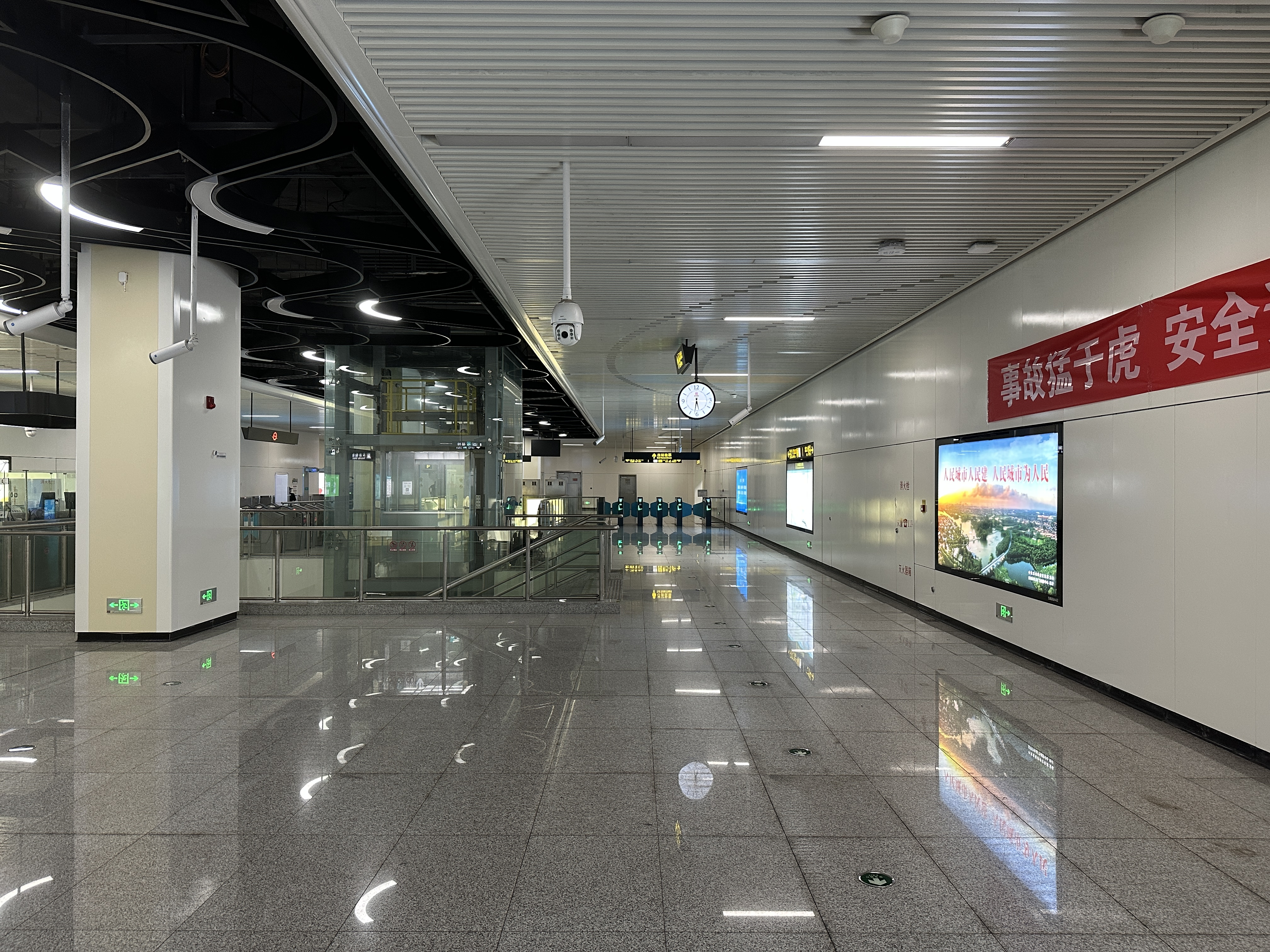
コンコース

## 駅周辺
- 香溢俊園
- 桃花苑
- 上鉄・月馨苑
- 五角場東村

## 隣の駅
常州地下鉄
■ 2号線
紅梅公園駅 - 五角場駅 - 三角場駅